# Beatrice Ferenţ
Beatrice Ionela Ferenţ (ur. 2001) – rumuńska zapaśniczka walcząca w stylu wolnym.
Zajęła ósme miejsce na mistrzostwach Europy w 2025. Brązowa medalistka igrzysk frankofońskich w 2023, a także wojskowych MŚ w 2023 i 2025. Druga na ME kadetek w 2017 roku. 